# Parcul Lunca Argeșului
Parcul Lunca Argeșului este un parc situat în municipiul Pitești. Inaugurat în anul 2013, acesta este cel mai mare parc natural amenajat cu fonduri europene din țară. Parcul ocupă o suprafață de 24 de hectare și face parte din proiectul Centura Verde a Piteștiului, alături de Parcul Ștrand și zona Tudor Vladimirescu, cu care este conectat printr-o alee pietonală și o pistă de biciclete ce traversează podul râului Argeș.

## Facilități și infrastructură
Parcul Lunca Argeșului dispune de multiple facilități destinate recreerii și activităților sportive:
- 4 km de piste pentru biciclete
- 15 km de alei pentru plimbare
- 360 de bănci pentru odihnă
- Două fântâni arteziene
- Teatru în aer liber și discotecă în aer liber
- Terenuri de sport pentru fotbal, baschet, tenis de câmp și tenis de masă
- Două spații de joacă pentru copii
- Patinoar ecologic
- Spațiu de agrement „Aventura Park”

Parcul este împodobit cu peste 2.000 de arbori, arbuști și flori, oferind un mediu natural plăcut pentru vizitatori.

## Evenimente și utilizare
Parcul Lunca Argeșului găzduiește anual evenimente culturale și recreative de amploare, printre care se numără "Simfonia Lalelelor", un festival dedicat florilor. De asemenea, parcul este locul în care are loc și festivalul de muzică rock RebelX, un eveniment cunoscut în rândul tinerilor din Pitești și nu numai, care adună mii de participanți. Festivalul are loc de obicei în sezonul estival. În plus, parcul organizează proiecții de filme în aer liber și alte activități destinate comunității locale.

## Vizitatori
Conform datelor furnizate de Primăria Pitești, parcul este vizitat de aproximativ 1.500 de persoane în fiecare zi, fiind un loc popular pentru plimbări, activități sportive și relaxare în aer liber.

## Accesibilitate
Situat pe malul râului Argeș, parcul este ușor accesibil pentru locuitorii din Pitești și turiști. Conexiunile cu celelalte zone verzi ale orașului sunt facilitate prin alei pietonale și piste de biciclete, oferind un mediu natural bine întreținut, destinat relaxării și recreerii în aer liber.
Parcul Lunca Argeșului reprezintă o componentă esențială a infrastructurii verzi a municipiului Pitești, contribuind la îmbunătățirea calității vieții locuitorilor prin oferirea unui spațiu dedicat recreerii și activităților în aer liber.

## Incidente
În urma inundațiilor din anul 2014, parcul a suferit deteriorări semnificative. Apa râului Argeș a erodat malurile, afectând infrastructura parcului. Mai multe bănci, borduri și arbori au fost distruse, iar terenul din apropierea râului a început să se surpe. Acest eveniment a scos la iveală faptul că parcul fusese amenajat fără protecție adecvată împotriva inundațiilor.
La acea vreme, primarul Cornel Ionică, succesorul lui Tudor Pendiuc, a negat inițial existența unor pagube semnificative. Ulterior, el a recunoscut problema și a promis construirea unui dig pentru protejarea zonei. În anii următori, au fost realizate intervenții pentru stabilizarea terenului, iar autoritățile au anunțat noi proiecte de reabilitare și extindere a parcului.
În prezent, alunecările de teren par să fi fost stopate, iar parcul rămâne o zonă de agrement apreciată de locuitorii din Pitești, în ciuda provocărilor cauzate de factorii naturali.